# サンデー・アデラジャ
サンデー・サンカンミ・アデラジャ（Sunday Sunkanmi Adelaja ウクライナ語:  Са́ндей Сунка́нмі Адела́джа、1967年5月28日-）は、ナイジェリア・オグン州生まれの牧師。ウクライナにおいてエンバシー・オブ・ゴッド教会（神の国大使館）を開拓伝道から形成。数万人の教会員が集う教会を牧会。

## 来歴
留学先のロシアでジャーナリズムを学び、ベラルーシで伝道していたが、国外退去を命じられる。その後ジャーナリストとしての能力を買われウクライナに呼ばれたので、それを神の導きととらえ開拓から教会をはじめた。
2008年9月来日してミニストリー。

## 著書
- 『教会革命』
- 『国家的変革の先頭に立つ-ウクライナで起きたオレンジ革命の秘話-』2009年